# 索羅琴
50°37′30″N 28°7′59″E / 50.62500°N 28.13306°E
索羅琴（烏克蘭語：Сорочень），是烏克蘭北部的村莊，隸屬日托米爾州的茲維亞赫爾區。該村面積0.1平方公里，海拔高度228米，2001年人口157人，人口密度每平方公里1,509.62人。